# Prof. Wise's Brain Serum Injector
Prof. Wise's Brain Serum Injector è un cortometraggio muto del 1909. Il nome del regista non viene riportato nei credit del film che è conosciuto anche con il titolo alternativo Professor Weise's Brain-Serum Injector.

## Produzione
Il film fu prodotto dalla Lubin Manufacturing Company.

## Distribuzione
Distribuito dalla Lubin Manufacturing Company, il film - un cortometraggio di 93 metri della durata di cinque minuti - uscì nelle sale cinematografiche statunitensi il 10 giugno 1909. Nelle proiezioni, veniva programmato con il sistema dello split reel, accorpato in un'unica bobina con un altro cortometraggio prodotto dalla Lubin, il drammatico Through Jealousy.